# Рипатрансоне
Рипатрансоне (итал. Ripatransone) — коммуна в Италии, располагается в регионе Марке, в провинции Асколи-Пичено.
Население составляет 4414 человек (2008 г.), плотность населения составляет 60 чел./км². Занимает площадь 74 км². Почтовый индекс — 63038. Телефонный код — 0735.
Покровительницей коммуны почитается святая равноапостольная Мария Магдалина, празднование 22 июля.

## Демография
Динамика населения:

## Администрация коммуны
- Официальный сайт: http://www.comune.ripatransone.ap.it/